# نيك ويست
نيك ويست (بالإنجليزية: Nick West)‏ هو لاعب كرة قدم أمريكي في مركز الوسط، ولد في 19 مارس 1997 في إيست هامبتون في الولايات المتحدة.